# Ємельяновська сільська рада
Ємелья́новська сільська рада (рос. Емельяновский сельский совет) — сільське поселення у складі Матвієвського району Оренбурзької області Росії.
Адміністративний центр — село Ємельяновка.

## Історія
2008 року був ліквідований присілок Покровка.

## Населення
Населення — 530 осіб (2019; 645 в 2010, 898 у 2002).

## Склад
До складу сільської ради входять:
| Населений пункт                | Населення, осіб (2002) | Населення, осіб (2010) |
| ------------------------------ | ---------------------- | ---------------------- |
| Верхньоновокутлумбетьєво, село | 346                    | 257                    |
| Ємельяновка, село              | 534                    | 388                    |
| Покровка, присілок             | 18                     | -                      |